# Psykiatrins utveckling i Sverige

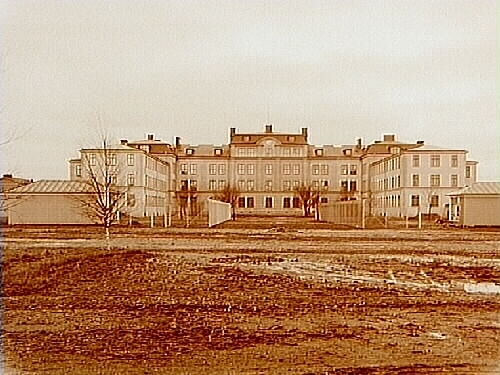
Västra Marks mentalsjukhus

Psykiatri är en studie och behandling av psykiska sjukdomar, emotionella störningar och onormala beteenden. Psykiatrins utgångspunkt är psykopatologin, den vetenskapliga läran om psykiska symptom. Det är en psykiatriker eller psykolog som sköter behandlingen samt diagnostiseringen av en individ med psykiska störningar genom bland annat samtal. Inom psykiatriska behandlingar finns flera inriktningar och flera metoder, exempelvis kognitiv psykoterapi, gruppterapi, kognitiv beteendeterapi m.m.
Idag, i modern tid, är vissa psykiska sjukdomar enklare att behandla jämfört med för 200 år sedan. Synen på människor som lider av en psykisk sjukdom har dessutom förändrats. Efter medicinens genombrott i mitten av 1900-talet minskade antalet människor på mentalsjukhus då en annan lösning till att bota patienter med psykiska sjukdomar uppfanns. Neuroleptika, en grupp läkemedel som används mot allvarliga psykoser, var det första genombrottet inom medicinen. Några år senare introducerades även substansen imipramin, även kallat för ett antidepressivt läkemedel. Det finns flera metoder att bemöta psykiska sjukdomar bland annat genom medicin eller psykoterapi. De olika metoderna ger ofta lika goda resultat men används vid olika situationer exempelvis beroende på vad för sjukdom som ska behandlas och till vilken grad sjukdomen utvecklats.      

## Historik

### Psykiatrin under medeltiden
På medeltiden kallade man individer med psykiska sjukdomar eller besvär för vansinniga eller dårar, olika skällsord användes alltså för att beskriva personer med psykiska sjukdomar. Dessa personer behandlades inte likadant som ordinära personer, istället utsattes vansinniga personer för kränkningar och var lika utsatta som andra förtryckta minoritetsgrupper. Personer med psykiska sjukdomar behandlades i de flesta fallen hemma av familjemedlemmar. Om det var ett tillräckligt allvarligt fall kunde psykiskt sjuka personer behandlas på helgeandshus eller på hospital, på hospital prioriterades dock personer med spetälska. Andra svaga grupper i samhället kunde också tas hand om på helgeandshus exempelvis fattiga, gamla och personer med sjukdomar utöver psykiska sjukdomar.
Den senare hälften av medeltiden började man spärra in psykiskt sjuka personer i lokaler separata från friska människor, även kallade dårhus. På dårhusen var levnadsförhållandena nästan värre än tidigare på helgeandshusen. De med psykiska sjukdomar spärrades ofta in bland brottslingar och kriminella på dårhusen. Ibland behövde psykiskt sjuka bo i underjordiska hålor på dårhusen, där de som var oroliga blev fastkedjade runt armar och ben.

### Mentalsjukvården
Man brukar säga att synen på psykiska sjukdomar förändrades med sekelskiftet 1800 i Sverige. Under 1800-talet började man inse att personer med psykiska sjukdomar faktiskt led av sjukdomar vilka kunde botas. Man ansåg inte att psykiskt sjuka var vansinniga, besatta eller dåraktiga längre. Det kom att skapas ett nytt medicinskt område där man kunde utforska samt undersöka psyket på människor med psykisk ohälsa för att kunna hitta botemedel till dessa sjukdomar.   
Vadstena hospital var ett av de första statliga hospitalen vars uppgift var att behandla intagna patienter med psykiska sjukdomar. Intagna patienter fick inte längre kallas för exempelvis dårar på grund av en stadga införd 1823 som sade att alla personer intagna på sjukhus behöver kallas för patienter oavsett sjukdom eller besvär. Georg Engström anställdes på Vadstena hospital 1826 som hospitalsläkare och blev Sveriges första anställda psykiater på heltid. Det var under denna period då läkarna fick en bredare områdeskännedom kring fenomenet vansinne samtidigt som prästerna fick en mer passiv roll kring området. Under Engströms tid på Vadstena hospital utvecklade han olika diagnoskategorier för att veta hur han skulle behandla specifika patienter; fånighet, sinnesrubbning, fix vansinnighet m.m. Faktorer som kunde orsaka vansinne enligt Engström var personens omgivning och levnadssätt. Engströms slutsats kring de psykiskt sjuka patienter som var inskrivna på Vadstena hospital var att en moraliskt ogynnsam miljö kan orsaka och bibehålla en persons vansinne.
1855 uppfördes det första mentalsjukhuset i Sverige vilket var Konradsberg, de första patienterna på Konradsberg ankom dock inte förrän 1861. Mentalsjukvården började utvecklas på riktigt under mitten av 1800-talet. Nu kom läkarna att ta över prästernas roll att ta hand om psykiskt sjuka, medan prästernas påverkan avtog skyndsamt. Detta behövde dock inte vara något positivt, snarare motsatsen om man frågar en psykiskt sjuk under 1800-talet. Man visste inte hur man skulle bota psykiskt sjuka under 1800-talet, därför gjordes olika experiment på de sjuka vilka vissa metoder var brutala. Behandlingar gick ofta ut på att skrämma den psykiskt sjuka genom antingen psykisk eller fysisk smärta. Under mitten av 1900-talet började de brutalaste metoderna avta, men andra metoder introducerades som exempelvis lobotomi, insulinchocken och olika behandlingar med el vilka också var metoder med ogynnsamma konsekvenser. Efter medicinens genombrott under 1900-talet blev både lobotomi och elbehandling ovanligt att använda som behandling av psykiskt sjuka men var en metod som var i bruk under första halvan av 1900-talet fram till och med 1963. Elbehandlingar användes nästan hela tiden, så fort en patient behövdes lugnas ner. Lobotomi var en mer komplicerad behandling i form av kirurgi där man skar bort olika delar av hjärnan. I många fall fullföljde behandlingen sitt syfte, galenskapen och ångesten försvann ofta hos patienten. Behandlingen hade däremot allvarliga bieffekter, efter behandlingen blev patienten ofta helt avtrubbad och apatisk, även dödligheten av processen var väldigt hög.
Under sent 1800-tal och tidigt 1900-tal började antalet patienter på mentalsjukhus öka drastiskt. En av de primära anledningarna till ökningen var att många smittades av syfilis, som under den här tiden var en mycket allvarlig sjukdom. Ett sent stadium av syfilis kan påverka nervsystemet vilket kan resultera i psykos, demens och andra neurologiska sjukdomar hos den smittade. Det fanns inga antibiotika under den här tiden som kunde bota syfilis vilket orsakade i att mentalsjukhusen fylldes på i rask takt. Slutligen hittades ett botemedel mot syfilis, utvecklat av Julius Wagner-Jauregg, som användes mellan 1917 och 1950 vilket resulterade i att antalet intagna patienter på mentalsjukhusen avtog.

### Medicinens framgång
Mitten av 1900-talet var banbrytande för mentalsjukvården och var även den inledande delen till avslutandet av mentalsjukhus. 1949 började den första neuroleptikan, klorpromazin, utvecklas. Läkemedlet testades först som bedövningsmedel på soldater och visade sig ha en lugnande effekt. Tidigt in på 1950-talet fann man även att klorpromazin hade en lindrande effekt mot psykoser vilket var unika egenskaper för ett läkemedel under denna tid. Uppfinnandet av neuroleptikan var revolutionerande för psykiatrivården och ersatte många dåtida behandlingsmetoder som exempelvis elchock, lobotomi, insulinchock m.m. Under mitten av 1900-talet hade inflödet av syfilissmittade patienter minskat på mentalsjukhusen, efter uppfinnandet av neuroleptikan började även psykotiska patienter skrivas ut då de kunde klara sig själva efter att blivit tilldelade mediciner.
1957 lanserades imipramin som var den första antidepressiva substansen. Vid uppfinnandet av imipramin var syftet att tillverka ännu ett neuroleptikum, läkemedlet visade sig dock inte ha någon påverkan på psykoser. Istället fann man att imipramin hade en påverkan på depressioner efter att Roland Khun föreslagit att man skulle prova läkemedlet på personer som led av depression.
Det första ångestdämpande läkemedlet tillkom 1960 vilket var librium. Mellan 1950 och 1960 uppfanns sammanfattningsvis alla de tre huvudgrupperna av psykofarmaka som än idag används vid behandling av psykiska sjukdomar. 

### Mentalsjukhusen försvinner
I mitten av 1900-talet fanns upp mot ett trettiotal mentalsjukhus i Sverige med olika storlekar. Det största mentalsjukhuset under 1900-talet i Sverige var Beckomberga med cirka 2000 patientplatser. Under slutet av 1920-talet påbörjades bygget av Beckomberga mentalsjukhus planeras och byggnaden stod helt klar 1935. Arkitekten bakom byggritningarna var Carl Westman. Även Långbro sjukhus var ett mentalsjukhus i Stockholms kommun. Under 1970-talet fanns det cirka 1350 platser efter en utbyggnad av sjukhuset. Under en viss tid var nazisten Hermann Göring inlagd på Långbro sjukhus på grund av ett morfinmissbruk.
Under 1960- och 1970-talet påbörjades en avveckling av mentalsjukhusen. Man ville få bort tvångsvården och att den psykiatriska vården skulle utgå utifrån frivillighetsprincipen. Ett tvivel kring mentalsjukhusen började spridas i Sverige och en successiv avveckling påbörjades. Under 1980-talet började avvecklingen ta fart på riktigt och ett av de sista sjukhusen som stängdes ner var Beckomberga sjukhus (1995), vilket också var ett av de största sjukhusen. Idag har de flesta mentalsjukhus gjorts om till andra anläggningar såsom lägenheter, arbetsplatser, äldreboenden med mera.